# Thrixspermum scopa
Thrixspermum scopa är en orkidéart som först beskrevs av Heinrich Gustav Reichenbach och Joseph Dalton Hooker, och fick sitt nu gällande namn av Richard Eric Holttum. Thrixspermum scopa ingår i släktet Thrixspermum och familjen orkidéer. Inga underarter finns listade i Catalogue of Life.